# تهتهة

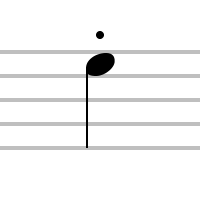

تهتهة أو تقطيع (بالإيطالية: Staccato)‏ هي شكلٌ من النطق الموسيقي. في التدوين الحديث، فإنه يدلُ على نغمةٍ قصيرة المدة، منفصلةٍ بصمتٍ عن النغمة التي قد تتبعها. قد وصفها المُنظرين وظهرت في الموسيقى منذ عام 1676 على الأقل.

## التدوين
في القرن العشرين، كان يتمّ استخدام نقطة فوق العلامة أو تحتها للإشارة إلى التهتهة، وشكل إسفيني للإشارة إلى التهتهة الزائدة.
أما قبل عقد 1850، فالنقاط والخطوط والأشكال الإسفينية جميعها كان لها نفس المعنى تقريبا، على الرغم من أن الباحثين منذ عقد 1750 كانوا قد ميزوا درجات عدة من التهتهة عبر استخدام النقاط والخطوط، حيث كان الخط يشير إلى علامة أقصر وأكثر حدة، أما النقطة تشير إلى علامة أطول وأقل حدة.